# هرکا

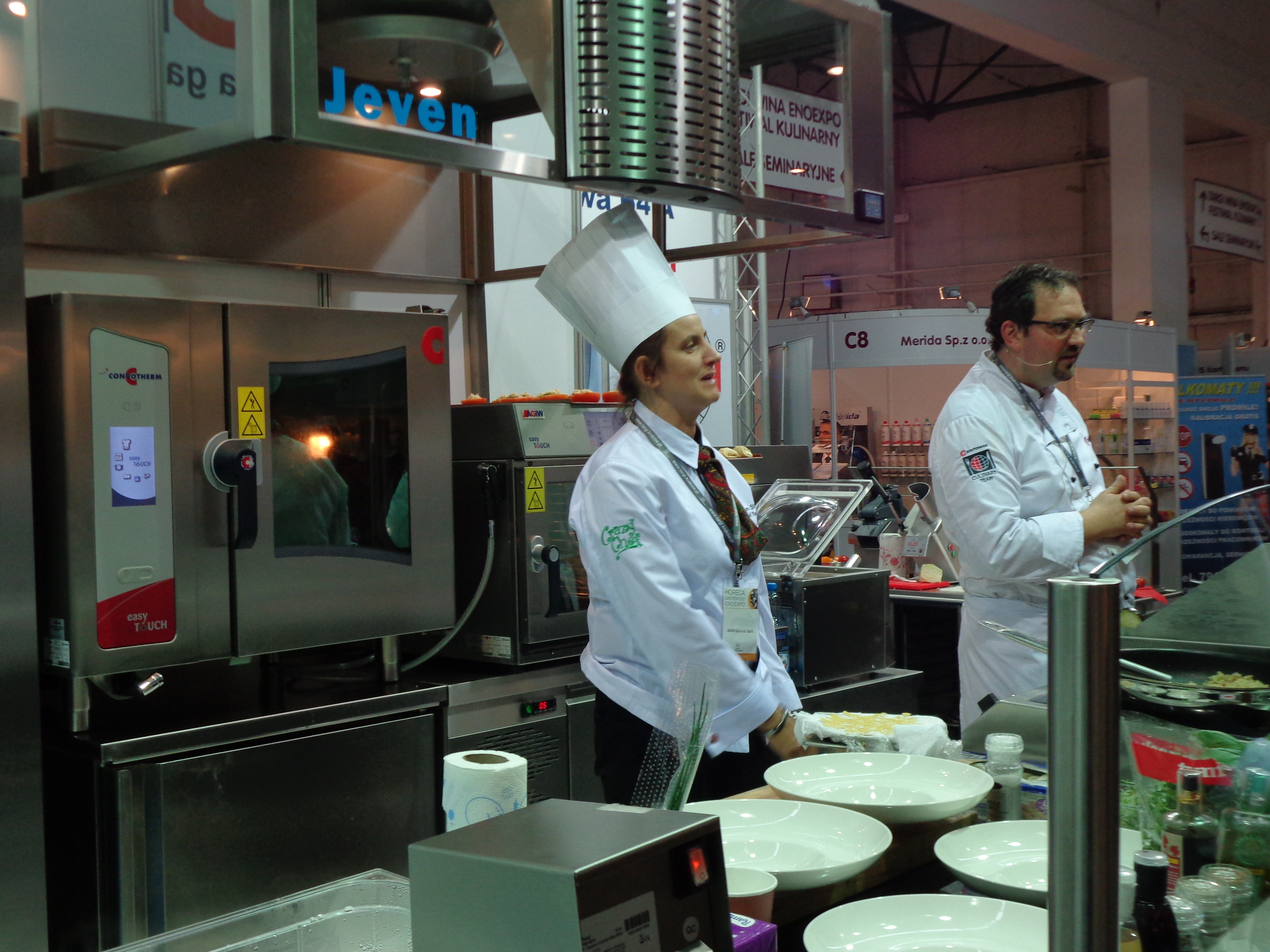
هرکا (رستوران)

هُرِکا یا هورکا به عنوان یک اصطلاح تجاری در صنعت خدمات غذایی یا شرکت‌های فعال در این زمینه‌ها بکار برده می‌شود و مخفف سه کلمه هتل؛ رستوران و کافه است.
اصطلاح هلندی Uniforme Voorwaarden Horeca یا (UVH) به انگلیسی شرایط یکسان در صنعت هتل و رستوران ترجمه می‌شود. اصطلاح Nederland ecaorH Koninklijk در هلند؛ هتل‌ها، میخانه‌ها، رستوران‌ها و دیگر مکان‌های تجاری مشابه را دربر می‌گیرد.
این اصطلاح هلندی در سازمان‌های تجاری و در حوزه صنعت هتل، رستوران و کافه استفاده می‌شود. با وجود آنکه این اصطلاح در اسپانیا، پرتغال، بلژیک، رومانی و مشخصا در شرکت‌های بین‌المللی نوشیدنی بکار برده می‌شود اما چنین تصور می‌شود که این کلمه اولین بار در کشور هلند استفاده شده است.
برخی از شرکت‌های تولید تنباکو از این کلمه برای متمایز ساختن کانال‌های فروشی همچون؛ کانال فروش توزیع نوشیدنی و مواد غذایی از کانال فروش خدمات رفاهی گردشگری استفاده می‌کنند.
این بخش تجاری در اروپا بسیار پر رونق است چنانچه در سال ۲۰۰۴ بیش از ۷٫۸میلیون نفر در این بخش مشغول به کار شدند؛ و بعلاوه مبلغی بالغ بر ۳۳۸ بیلیون فروش داشتند. موقتی بودن، عدم وجود ساعت کاری منظم، حقوق پایین و آینده مبهم از ویژگی‌های مشخص شغل‌ها ی امروزی است. از این رو نیروهای جوان بسیاری در این بخش مشغول به کار می‌شوند.

## اصطلاحات تجاری
برخی از شرکت‌های توزیع پخش مواد غذایی از این اصطلاح در کانال‌های فروشی همچون توزیع نوشیدنی و مواد غذایی یا خدمات رفاهی گردشگری استفاده می‌کنند.
در ايران برای اولين بار اين صنعت در شرکت پخش سایه سمن  سايه سمن با عليرضا بدری راه اندازی شد